# Loxosceles devia
Loxosceles devia là một loài nhện trong họ Sicariidae.
Loài này thuộc chi Loxosceles. Loxosceles devia được miêu tả năm 1940 bởi Gertsch & Mulaik.